# Saison 1 de Wayward Pines
Chronologie
Saison 2
Cet article présente les dix épisodes de la première saison de la série télévisée américaine Wayward Pines.

## Synopsis
Ethan Burke est un agent spécial des services secrets américains de Seattle. Un jour, alors qu'il faisait un trajet en voiture avec son collègue pour enquêter sur la disparition de deux agents du service Bill Evans et Kate Hewson, dans une mystérieuse petite ville nommée Wayward Pines (Idaho), ils sont victimes d'un accident.
Ethan Burke va se réveiller dans cette ville et va très vite s'apercevoir qu'il est impossible d'en sortir, ni de communiquer avec le monde extérieur. Peu à peu, il va découvrir les secrets de la ville et va se rendre compte qu'il a été piégé pour y rester.

## Distribution

### Acteurs principaux
- Matt Dillon (VF : Maurice Decoster) : Ethan Burke
- Carla Gugino (VF : Charlotte Marin) : Kate Hewson
- Toby Jones (VF : Jean-Pol Brissart) : Dr Jenkins / David Pilcher
- Shannyn Sossamon : Theresa Burke
- Reed Diamond (VF : Frédéric Popovic) : Harold Ballinger
- Tim Griffin : Adam Hassler (épisodes 1 à 3 et 9)
- Charlie Tahan : Ben Burke
- Juliette Lewis (VF : Laurence Charpentier) : Beverly (épisodes 1 à 3)
- Melissa Leo : l'infirmière Pam Pilcher
- Terrence Howard (VF : Serge Faliu) : le shérif Arnold Pope (épisodes 1 à 3 et 6)

### Acteurs récurrents
- Siobhan Fallon Hogan : Arlene Moran
- Sarah Jeffery : Amy
- Hope Davis : Megan Fisher
- Barclay Hope : Brad Fisher (4 épisodes)
- Mike McShane : Big Bill (4 épisodes)
- Christian Tessier (en) (VF : Nicolas Dangoise) : le barman (4 épisodes)
- Greta Lee : Ruby (4 épisodes)

### Invités
- Lindsey Kraft : Darla (épisode 2)
- Justin Kirk (VF : Pierre Tessier) : Peter McCall (épisodes 3 et 4)
- Scott Michael Campbell (en) : Wayne Johnson (épisodes 5 et 8)
- Giacomo Baessato : Eric (épisodes 7, 8 et 9)

## Diffusions
- Aux États-Unis, la saison a été diffusée du 14 mai 2015 au 23 juillet 2015 sur le réseau Fox[1].
- Au Canada, elle a été diffusée en simultanée sur le réseau Citytv[2].
- En France, elle a été diffusée à partir du 27 août 2015 sur Canal+.

## Liste des épisodes

### Épisode 1:Paradis sur terre
- États-Unis /  Canada : 14 mai 2015 sur FOX[1] / Citytv[2]
- France : 27 août 2015 sur Canal+[3]

- États-Unis : 3,76 millions de téléspectateurs[4] (première diffusion)

- Jarod Joseph (Jimmy)
- Sandy Robson (agent Rick Stallings)
- Danny Mac (pompier)
- Chad Krowchuk (Tim Bell)
- Ryan Robbins (agent Bill Evans)
- Malcolm Goodwin (Dr Bauer)
- Gary Sekhon (le technicien)

L'agent Ethan Burke, après un accident de voiture, se réveille dans l’hôpital de la ville de Wayward Pines dans l'Idaho. Mais il va vite se rendre compte que rien n'est normal dans cette ville. Après qu'il a rencontré une fille dans un bar qui se nomme Beverly, celle-ci lui donne une adresse où il se rend et découvre le corps de Billy, l'agent qu'il recherchait. Ethan essaye d'appeler sa famille et le bureau des services secrets mais personne ne répond.
La femme et le fils de Ethan s'inquiètent de sa disparition et appellent un des collègues qui dit ne rien pouvoir faire. 

### Épisode 2:Ne parlez jamais du passé
- États-Unis /  Canada : 21 mai 2015 sur FOX / Citytv
- France : 27 août 2015 sur Canal+

- États-Unis : 4,59 millions de téléspectateurs[5] (première diffusion)

- Chad Krowchuk (Tim Bell)
- Lindsay Hollister (Patricia Evans)

### Épisode 3:Justice pour tous
- États-Unis /  Canada : 28 mai 2015 sur FOX / Citytv
- France : 3 septembre 2015 sur Canal+

- États-Unis : 3,97 millions de téléspectateurs[6] (première diffusion)

- BJ Harrison (le réceptionniste)

Ethan se retrouve dans un entrepôt où toutes les voitures des habitants sont exposées. Ethan remarque que la voiture de sa femme y est avec les affaires dedans.
Ethan découvre que Ben et Theresa sont arrivés à Wayward Pines pour venir le chercher. Quand il les retrouve, les deux croient qu'ils ont eu un accident et que le shérif leur a sauvé la vie. Ethan ne leur avoue pas que l'on ne peut pas sortir de la ville et leur demande de ne pas quitter la maison. Ethan s'en va et retrouve Kate dans la foret. Mais Ben les suit et pense qu'ils sont ensemble. En vrai, Kate avoue à Ethan qu'elle a aussi essayé plusieurs fois de s'échapper mais en fin de compte n'a jamais réussi.

### Épisode 4:L'un reste, l'autre part
- États-Unis /  Canada : 4 juin 2015 sur FOX / Citytv
- France : 3 septembre 2015 sur Canal+

- États-Unis : 4,2 millions de téléspectateurs[7] (première diffusion)

- Chad Krowchuk (Tim Bell)
- Grayson Gabriel (Toby Wilson)
- Will Erichson (Abby)

### Épisode 5:La Vérité
- États-Unis /  Canada : 11 juin 2015 sur FOX / Citytv
- France : 10 septembre 2015 sur Canal+

- États-Unis : 4,24 millions de téléspectateurs[8] (première diffusion)
- Canada : 647 000 téléspectateurs[9] (première diffusion + différé 7 jours)

- Scott Michael Campbell (Wayne Johnson)
- Samuel Patrick Chu (Reed)
- Michael McShane (Big Bill)

### Épisode 6:Les Choix
- États-Unis /  Canada : 25 juin 2015 sur FOX / Citytv
- France : 10 septembre 2015 sur Canal+

- États-Unis : 3,45 millions de téléspectateurs[10] (première diffusion)

- Greta Lee (Ruby)
- Michael McShane (Big Bill)
- Andrew Jenkins (Ted)

### Épisode 7:Trahison
- États-Unis /  Canada : 2 juillet 2015 sur FOX / Citytv
- France : 17 septembre 2015 sur Canal+

- États-Unis : 3,38 millions de téléspectateurs[11] (première diffusion)
- Canada : 664 000 téléspectateurs[12] (première diffusion + différé 7 jours)

- Sarah Jeffery (Amy)
- Hope Davis (Megan Fisher)
- Michael McShane (Big Bill)
- Andrew Jenkins (Ted)
- Ian Tracey (Franklin)
- Maria Peeters (Tracy)
- Giacomo Baessato (Eric)
- Toby Levins (Alan)

### Épisode 8:Un petit coin de paradis
- États-Unis /  Canada : 9 juillet 2015 sur FOX / Citytv

- États-Unis : 3,37 millions de téléspectateurs[13] (première diffusion)

- Greta Lee (Ruby)
- Siobhan Fallon Hogan (Arlene Moran)
- Chad Krowchuk (Tim Bell)
- Donny Lucas (Victor / Tech)
- Sarah Jeffery (Amy)
- Barclay Hope (Brad Fisher)
- Hope Davis (Megan Fisher)
- Nicholas Carella (Reggie)
- Scott Michael Campbell (Wayne Johnson)
- Roger Haskett (Doctor Carol)
- Janet Glassford (Gina / surveillance Tech)
- Ian Tracey (Franklin)
- Giacomo Baessato (Eric)
- Toby Levins (Alan)
- Teryl Rothery (Henrietta)

### Épisode 9:Sentence
- États-Unis /  Canada : 16 juillet 2015 sur FOX / Citytv
- France : 24 septembre 2015 sur Canal+

- États-Unis : 3,25 millions de téléspectateurs[14] (première diffusion)

- Siobhan Fallon Hogan (Arlene Moran)
- Chad Krowchuk (Tim Bell)
- Donny Lucas (Victor / Tech)
- Sarah Jeffery (Amy)
- Barclay Hope (Brad Fisher)
- Hope Davis (Megan Fisher)
- Grayson Gabriel (Toby Wilson)
- Roger Haskett (Dr Carol)
- Tom Stevens (Jason)
- RJ Fetherstonhaugh (Sean (Graduate # 1))
- Janet Glassford (Gina / surveillance Tech)
- Lee Jeffery (le père d'Amy)
- Allyson Grant (la mère d'Amy)
- Ian Tracey (Franklin)
- Teryl Rothery (Henrietta)

### Épisode 10:Cycle
- États-Unis /  Canada : 23 juillet 2015 sur FOX / Citytv
- France : 24 septembre 2015 sur Canal+[15]

- États-Unis : 3,98 millions de téléspectateurs[16] (première diffusion)

- Siobhan Fallon Hogan (Arlene Moran)
- Chad Krowchuk (Tim Bell)
- Donny Lucas (Victor/Tech)
- Sarah Jeffery (Amy)
- Barclay Hope (Brad Fisher)
- Hope Davis (Megan Fisher)
- Michael McShane (Big Bill)
- Roger Haskett (Doctor Carol)